# Sergipe
Sergipe es uno de los veintiséis estados que, junto con el distrito federal, forman la República Federativa de Brasil. Su capital es Aracaju. Está ubicado en la región Nordeste del país. Limita al norte con Alagoas, al este y sur con el océano Atlántico y al oeste con Bahía. Con 21 915.1 km² es el estado menos extenso, con 2 338 474 habs. en 2021 es el sexto menos poblado —por delante de Rondônia, Tocantins, Acre, Amapá y Roraima, — y con 102 hab/km², es el cuarto más densamente poblado, por detrás de Río de Janeiro, São Paulo y Alagoas. El estado tiene el 1,1% de la población brasileña y produce solo el 0,6% del PIB brasileño.

## Etimología
El nombre del estado (en la época colonial, Sergipe Del Rey) proviene de la antigua lengua tupí y significa el "río de los cangrejos" (refiriéndose al río Sergipe), a través de la combinación de las palabras siri ("cangrejo"), y ("agua") y pe ("de").

## Historia
En 1575, los jesuitas intentaron colonizar las tierras del actual estado de Sergipe, pero solamente en 1590 los indígenas fueron derrotados definitivamente por Cristóvão de Barros, fundador del fuerte y del pueblo de São Cristóvão. Entre 1637 y 1645, Sergipe estuvo bajo dominio neerlandés, periodo en el cual su economía estuvo muy perjudicada. Con la recuperación de las tierras por los portugueses, se desarrolló la agricultura de la caña de azúcar y la ganadería.
En 1820, se erigió como capitanía autónoma, separada de Bahía. Con la independencia de Brasil, Sergipe fue transformado en provincia del Imperio. Durante el siglo XIX, las plantaciones de algodón pasaron a tener un importante papel en la economía. En 1855, la capital fue transferida de São Cristóvão para el pueblo de Aracaju.
En la segunda mitad del siglo XIX, los escritores Tobias Barreto y Sílvio Romero proyectaron Sergipe en el panorama cultural del país.

## Geografía
Así como casi todos los estados de la Región Nordeste de Brasil, el interior del estado de Sergipe está casi totalmente cubierto por caatinga, vegetación semiárida brasileña. En el litoral hay manglares y playas de arena y también una pequeña extensión de selva tropical acompaña partes de la costa. El río São Francisco forma el límite norte del estado y recibe las aguas de parte de los ríos del norte y este del estado.
La mitad sur del estado está drenada por ríos pequeños que desaguan directamente en el océano Atlántico, siendo el más extenso el río Irapiranga (también llamado río Vaza-Barrís). Otros ríos importantes son el río Sergipe, el río Japaratuba, el río Piauí y el río Real.
El clima es tropical, más húmedo mientras más cerca se esté de la costa y más árido al acercarse al  sertão. Aproximadamente el 85% del territorio está a menos de 300 m de altitud, con predominio de tierras planas o levemente onduladas.

## Economía

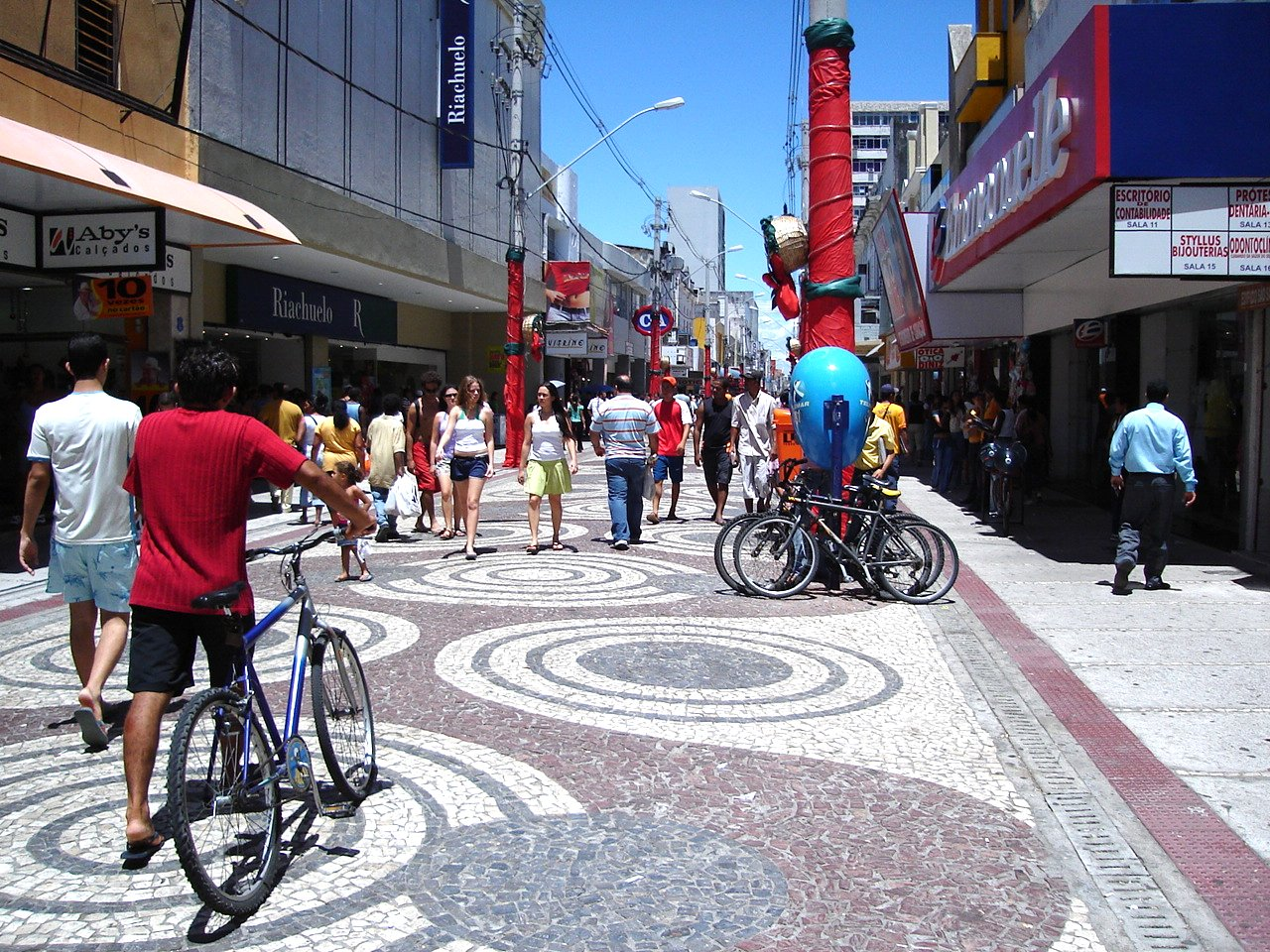
Calle de comercio en Aracaju, capital de Sergipe.

La economía de Sergipe se basa principalmente en el cultivo de caña de azúcar. Sus extensas plantaciones, beneficiadas por un suelo fértil, producen más de 1,4 millones de toneladas de azúcar por año. Al contrario de muchos estados brasileños, la cría de ganado no es muy importante. Además de la caña, son cultivados la mandioca (617 400 t. por año), la naranja (14,4 millones de frutos) y el coco. Una pequeña industria de artefactos de cuero también existe. El comercio más diversificado está en la capital, Aracaju.
El gobierno brasileño ha ampliado la explotación de petróleo y gas natural en el estado.

## Turismo

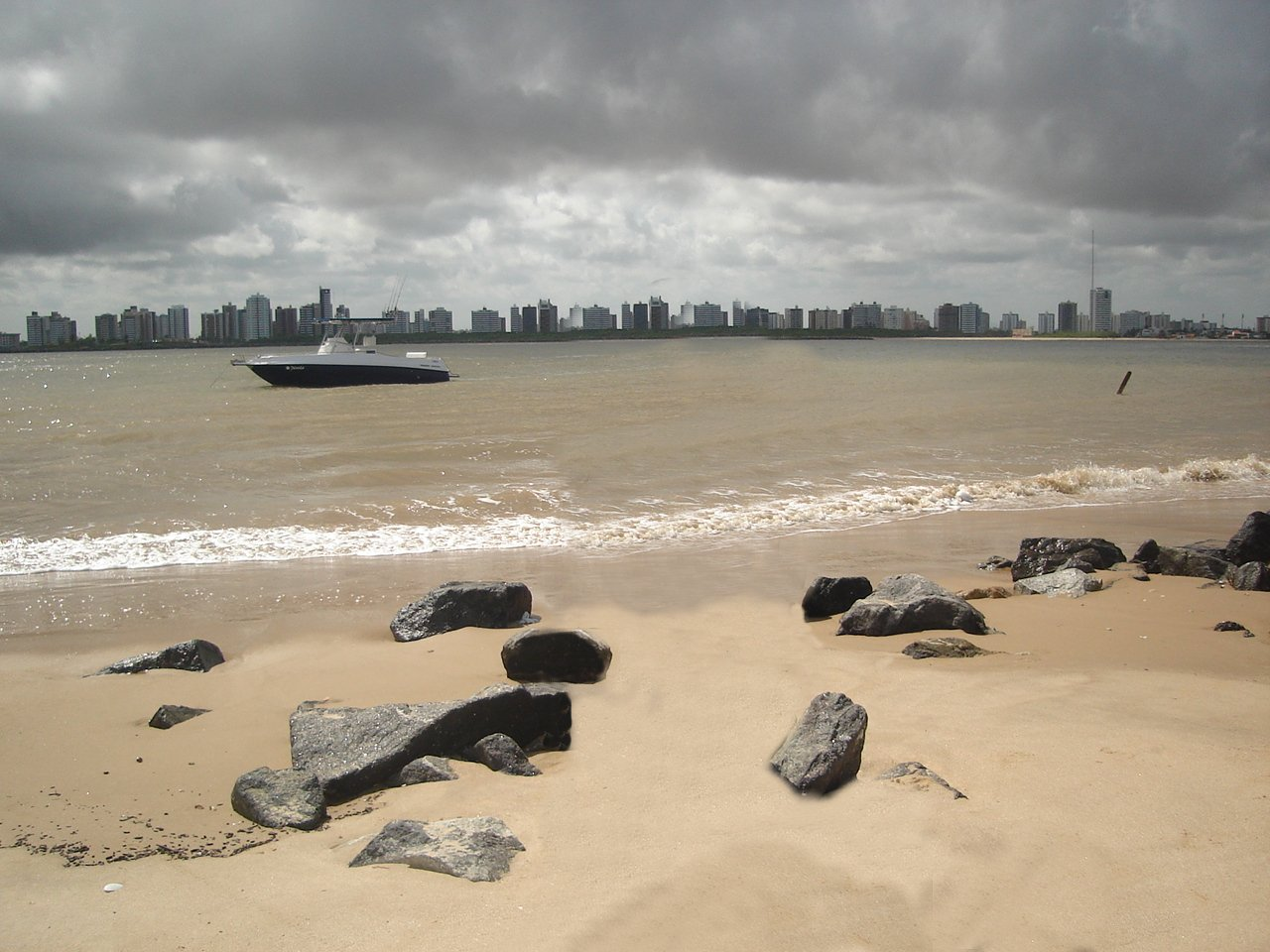
Aracaju vista a partir de la ciudad de Barra dos Coqueiros.

A pesar de no tener tanta divulgación como Bahía y Pernambuco, por ejemplo, hay diversos atractivos turísticos en el estado, especialmente en su litoral. Se destaca la capital, Aracaju, con énfasis en sus playas, como Playa de Atalaia, y las ciudades vecinas. Una de ellas es Pirambu, 30 km al norte de Aracaju y que cuenta con una base de preservación de tortugas marinas. Otra es la antigua capital São Cristóvão, fundada en 1590. Finalmente, Laranjeiras, ubicada 23 km al oeste de Aracaju.
Hay también paseos de catamarán que permiten conocer el río São Francisco, que lo separa del Estado de Alagoas.

## Municipios más poblados
Los municipios listados están con la población actualizada con la estimación de 2016.
| Municipio                   | Población |
| --------------------------- | --------- |
| 1. Aracaju                  | 641.523   |
| 2. Nossa Senhora do Socorro | 179.661   |
| 3. Lagarto                  | 103.188   |
| 4. Itabaiana                | 94.393    |
| 5. São Cristóvão            | 88.118    |
| 6. Estância                 | 68.846    |
| 7. Tobias Barreto           | 51.770    |
| 8. Itabaianinha             | 41.686    |
| 9. Simão Dias               | 40.684    |
| 10. Nossa Senhora da Glória | 36.174    |